# Cleistes ramboi
Cleistes ramboi é uma espécie de orquídea terrestre de folhas alternadas e flores grandes que abrem em sucessão, com raízes tuberosas delicadas, habitante Cleistes ramboi de quase todo o Brasil e  Misiones, na Argentina.